# Alida Rouffe
Alida Rouffe, de son vrai nom Joséphine Marie Rouffe, est une comédienne et chanteuse française, née le 20 mars 1874 à Bordeaux (Gironde) et morte le 21 novembre 1949 à Marseille (Bouches-du-Rhône).

## Biographie
Fille du mime Louis Rouffe (1849-1885), elle fit l'essentiel de sa carrière théâtrale dans le Sud de la France dans le music-hall, la revue, la comédie et l'opéra. Elle se produisit fréquemment à l'Alcazar de Marseille mais également sur des scènes lyriques comme l'Opéra de Nîmes où elle interpréta le rôle de Dame Marthe dans Faust de Gounod.
Son rôle le plus célèbre reste celui d'Honorine Cabanis, la mère de Fanny, qu'elle créa dans la trilogie marseillaise de Marcel Pagnol sur scène avant de le reprendre au cinéma.

## Filmographie
- 1931 : Marius d'Alexander Korda : Honorine Cabanis
- 1931 : Mam'zelle Nitouche de Marc Allégret : La mère supérieure
- 1932 : Toine de René Gaveau
- 1932 : Fanny de Marc Allégret : Honorine Cabanis
- 1932 : Paris-Soleil de Jean Hémard : Tante Maria
- 1935 : Cigalon de Marcel Pagnol : Sidonie
- 1936 : Topaze de Marcel Pagnol : Baronne Pitart-Vergnolles
- 1936 : César de Marcel Pagnol : Honorine Cabanis
- 1937 : Le Chanteur de minuit de Léo Joannon : Marceline
- 1938 : Le Schpountz de Marcel Pagnol : Cliente de l'épicerie
- 1938 : La Femme du boulanger de Marcel Pagnol : Céleste, la bonne du curé
- 1939 : Le Club des fadas d'Émile Couzinet
- 1939 : Le Paradis des voleurs de Lucien-Charles Marsoudet : Tante Flavie
- 1945 : Le Gardian de Jean de Marguenat